# Генетические последствия Холокоста
Генети́ческие после́дствия Холоко́ста — гипотеза о межпоколенной передаче у ашкеназов тех стрессовых эффектов, что вызваны сильными психологическими и физическими травмами, полученными во время Второй мировой войны.

## Специальные исследования
Исследование группы под руководством Рейчел Йехуды обнаружило, что процессы эпигенетического наследования создают повышенный риск развития шизофрении и тревожного невроза у тех, кто является потомками европейских евреев, ставших свидетелями или испытавших на себе пытки или вынужденных бежать или скрываться в 1938—1945 годах. Анализ генетического материала показал молекулярную модификацию гена FKBP5, контролирующего ответ на стресс: у переживших Холокост FKBP5 был гиперметилирован, а у их детей отмечается недостаток меток на этом гене. Исследователи предполагают, что смена паттерна метилирования может быть адаптивной реакцией. Эти изменения, вызванные посттравматическим стрессовым расстройством (ПТСР), привели к тому, что люди стали уязвимы для шизофрении и тревожного невроза. Высокая вероятность развития таких же психических расстройств обнаружена у детей жертв Холокоста. Это исследование стало завершением ряда предыдущих работ исследовательской группы.
Так, исследование Йехуды в соавторстве показало, что ПТСР выживших в Холокост создаёт высокий риск психического расстройства среди потомков, а причиной этого является глюкокортикоидное программирование как фактор матки, что указывает на участие эпигенетических механизмов. В отзыве на доказательства межпоколенной передачи ПТСР, представленных несколькими исследовательскими группами, в том числе группой Йехуды, отмечается, что есть доказательства передачи из поколения в поколение ПТСР в процессе эпигенетического программирования во время беременности. Выполненное группой Йехуды исследование лиц, переживших Холокост, установило, что интеграция эпигенетических процессов в модель объяснения даёт более детальную характеристику траектории ПТСР с течением времени, чем простой диагностический статус в одно время, что делает важным понимание начала траектории ПТСР. Этот вывод отмечен как значимое доказательство того, как скрытая межпоколенная передача травмы становится очевидной при стрессе у потомков выживших в Холокост, что выявляет причины устойчивости одних евреев к психическим расстройствам, и уязвимость других.

## Поддерживающие исследования
Поиск биологических механизмов и клинически значимых результатов эпигенетического наследования является довольно спорным, но всё чаще предлагается для объяснения воздействия стрессовых событий в нескольких поколениях. То, что эпигенетическая регуляция гена FKBP5 повышает риск заболевания рядом психических расстройств, включая депрессию, биполярное расстройство и шизофрению, подтверждает, например, исследование Натали Матосин и Торхильдур Халлдорсдоттир. Схожий с обнаруженным группой Йехуды эпигенетический процесс передачи родительского ПТСР потомству через метилирование гена глюкокортикоидного рецептора выявлен при исследовании генетических последствий геноцида тутси.
Обобщение клинически значимых доказательств влияния неблагоприятного психического здоровья на генетические факторы риска психических заболеваний отмечает обнаруженное у жертв Холокоста и их потомков эпигенетическое наследование психических расстройств как пример передачи тяжёлых исторических травм между поколениями.
Генетические последствия Холокоста обнаруживаются не только у проживающих в Израиле и США детей выживших, но и в третьем поколении австралийских евреев — внуков жертв Холокоста.
Метаанализ долгосрочных последствий геноцида в период Холокоста показал, что есть большой размер эффекта для ПТСР, меньше выражены последствия для психопатологической симптоматики и отсутствует значительное влияние на физическое здоровье и когнитивные функции.

## Критика
Ряд учёных указывает на то, что хотя кросс-секционное исследование переживших Холокост, выполненное группой Йехуды, и обнаружило воздействие Холокоста на цитозин метилирования в гене, являющегося важным регулятором чувствительности глюкокортикоидных рецепторов, однако авторы данного исследования не смогли различить эпигенетическое наследование и социальную передачу, несмотря на то, что контролировали воздействие травмы на потомство и психопатологию, а также другие социодемографические факторы.
Ирина Якутенко в отношении исследования Йехуды и коллег, а также для исследования по женщинам-тутси отмечает, что «к обеим этим работам есть вопросы. Они касаются и размера выборки, и самой методики, в том числе постановки контролей. В исследованиях, которые проводятся, что называется, по факту, избежать таких недочётов невозможно… Но до тех пор, пока этот факт не будет строго подтверждён, мы можем говорить о наследственной передаче эпигенетических стрессовых настроек у Homo sapiens только как о гипотезе».